# Angstrand
Als Angstrand (oder auch Speckstreifen, Angststreifen, Sicherheitsstreifen oder im englischen  Pussiestrip) bezeichnet man den äußersten Bereich der Lauffläche eines Motorradreifens. Je nach technischen Gegebenheiten und Fahrstil des Fahrers variiert die Breite des Streifens: Je größer die gefahrenen Schräglagen sind, desto schmaler wird der Angststreifen.
Die Meinungen, ob ein bestehender Angststreifen (oder dementsprechend Sicherheitsstreifen) positive oder negative Folgen für die Sicherheit beim Motorradfahren hat, gehen auseinander.
Bei modernen Hinterreifen mit ihrer breiten Lauffläche und der ausgeprägten Kante ist es meist gut möglich, den Angststreifen komplett zu entfernen. Beim Vorderreifen verbleibt jedoch der Angststreifen auch bei komplett benutzter HR-Lauffläche – auf Grund des anderen Querschnitts mit runderen Kanten.
Verschiedene Reifenhersteller prägen auch am Rand der Lauffläche (zusätzlich zu den Beschriftungen der Seitenwand) Symbole in die Reifen und ermöglichen damit eine bessere Erkennbarkeit des Angstrandes.

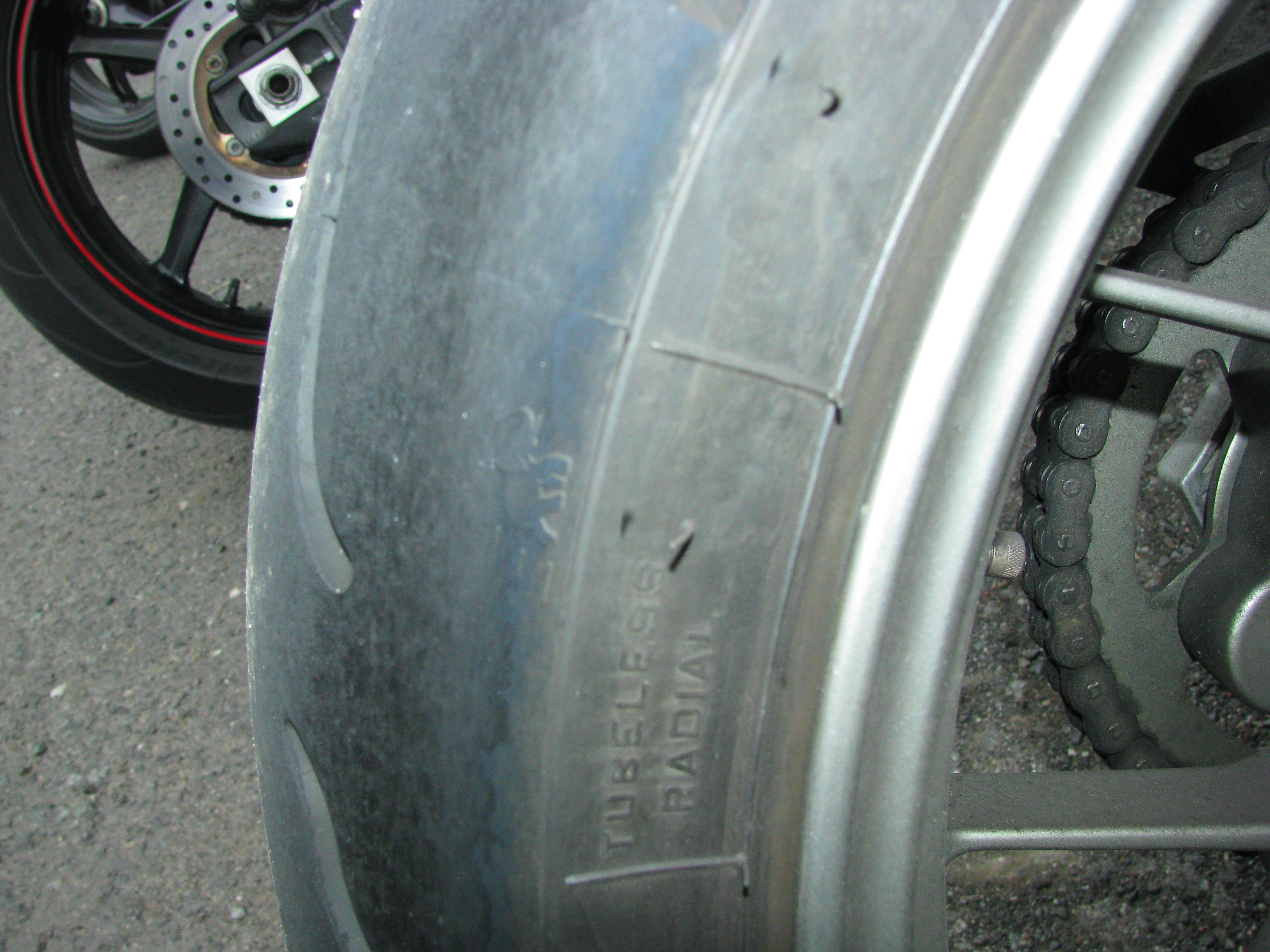
Angstrand mit noch sichtbarem Metzeler-Elefanten